# Jordi Caballero
Jordi Caballero es un actor, bailarín, coreógrafo y productor de espectáculos en vivo, películas y televisión. Caballero recibió una nominación, en el año 2003, como mejor actor secundario en el Method Fest Independent Film Festival en Los Ángeles, por la interpretación de su personaje "Captain Madrid" en la película "I Witness" compartiendo la pantalla con actores James Spader y Jeff Daniels. Caballero también ha sido nominado dos veces en los "American Choreography Awards". Como actor, Caballero es conocido mayormente por interpretar personajes de origen latino o de ascendencia mediterránea.

## Principio de su carrera en los EE. UU.
Su pasión por el mundo del espectáculo estadounidense motivó a Caballero a mudarse a Nueva York y prepararse para una carrera dentro del mundo del arte dramático. Caballero tiene un título universitario de "BFA in Acting" de New York University, Tisch School of the Arts. Durante ese periodo Caballero también continuó su entrenamiento y dedicación en el mundo del baile y coreografía. Desde el principio de su llegada a NY sus talentos múltiples como actor, bailarín y coreógrafo le permitieron empezar a trabajar dentro del mundo de televisión, cine y escenario en los Estados Unidos.

## Carrera de Actuación
Uno de los primeros papeles conocidos que hizo en Nueva York fue con Carrie Bradshaw para la cadena HBO en el programa Sex and the City. Distintos papeles siguieron en diversos programas norteamericanos de televisión como Alias, Scrubs, CSI: Miami, The Unit, Nip/Tuck, The Shield, Entourage, Brothers & Sisters, Rules of Engagement, Justified y Human Target.
La comedia romántica Let It Snow con Bernadette Peters marco el principio de la carrera de cine de Caballero. Jordi también ha aportado una combinación de conocimiento de arte dramático y movimiento que le ha permitido trabajar en películas como Alex & Emma, Rent, y Pirates of the Caribbean: The Curse of the Black Pearl.
En el 2007 trabajo como actor y productor asociado en la película Valentina's Tango, con la célebre bailarina Argentina Guillermina Quiroga.

## Baile y coreografía
Caballero ha trabajado con artistas musicales Cher, Madonna, Tony Bennett, Macy Gray and Jane’s Addiction entre otros. En 2008 trabajo de coreógrafo en el Tour mundial de The Return of the Spice Girls tour.
Otros programas televisivos han utilizado los talentos de Caballero. En el 2006 bailo en Los Oscars. En el 2006 y en el 2009 bailo en el popular programa norteamericano Bailando con las estrellas. También ha aparecido como juez y coreógrafo en programas televisivos como Bravo’s Step It Up and Dance en el año 2008, y Dirty Dancing: The Time of Your Life para la televisión británica.

## Filmografía
| Año       | Película                                               | Papel                  | Notas      |
| 1993      | Another World                                          | Pedro                  | Televisión |
| 1995      | Let It Be Me                                           | Competitor             | Cine       |
| 1998      | Sex and the City                                       | Mario                  | Televisión |
| 1999      | Los Beltrán                                            | Señor Sabelotodo       | Televisión |
| 1999      | Let It Snow                                            | Jean-Claude            | Cine       |
| 1999      | The Stranger                                           | Chief of Police        | Cine       |
| 2000      | The Geena Davis Show                                   | Victor                 | Televisión |
| 2002      | My Wife and Kids                                       | Joe                    | Televisión |
| 2002      | Kid Bang                                               | Flamenco Stud          | Cine       |
| 2003      | The Bold and the Beautiful                             | Toro                   | Televisión |
| 2003      | Pirates of the Caribbean: The Curse of the Black Pearl | Pirate                 | Cine       |
| 2003      | Alex & Emma                                            | Flamenco Dancer #3     | Cine       |
| 2003      | I Witness                                              | Capitán Madrid         | Cine       |
| 2004      | Scrubs                                                 | Massimo                | Televisión |
| 2004      | Alias                                                  | Technician             | Televisión |
| 2005      | Rent                                                   | Dancer                 | Cine       |
| 2005      | Nip/Tuck                                               | Quentin - Dance Double | Televisión |
| 2005      | CSI: Miami                                             | Julio Elias            | Televisión |
| 2005      | The Tonight Show                                       | Jay Leno Impersonator  | Televisión |
| 2005      | America 101                                            | El Coyote              | Cine       |
| 2006      | Passions                                               | Large Man #3           | Televisión |
| 2006      | Poseidon                                               | Ballroom Dancer        | Cine       |
| 2006      | Hell Hath Blue Skies                                   | Speed                  | Cine       |
| 2006–2007 | The Shield                                             | Aldo Melchor           | Televisión |
| 2007      | Brothers & Sisters                                     | Mario                  | Televisión |
| 2007      | Viva Laughlin                                          | Marino                 | Televisión |
| 2007      | Valentina's Tango                                      | Eduardo                | Cine       |
| 2007      | Heartland                                              | August Pena            | Televisión |
| 2007      | Entourage                                              | Police Chief           | Televisión |
| 2007      | Spider-Man 3                                           | Additional Voices      | Cine       |
| 2007      | Sublime                                                | Friar Mate             | Cine       |
| 2008      | The Unit                                               | Octavio Sr.            | Televisión |
| 2008      | Days of Our Lives                                      | Claude                 | Televisión |
| 2008      | Dark Streets                                           | Slim                   | Cine       |
| 2008      | Out of Jimmy's Head                                    | Rigoberto              | Televisión |
| 2008      | Yes                                                    | Nollie                 | Cine       |
| 2008      | Reservations                                           | Gustavo                | Cine       |
| 2009      | General Hospital                                       | Mo Verde               | Televisión |
| 2009      | Rules of Engagement                                    | Mr. Vargas             | Televisión |
| 2010      | Justified                                              | Gio                    | Televisión |
| 2011      | Rango                                                  | Slim                   | Cine       |
| 2011      | Human Target                                           | Gio Reyes              | Televisión |
| 2011      | Grimm                                                  | Soledad Marquesa       | Televisión |